# St. Franziskus (Steinbüchel)

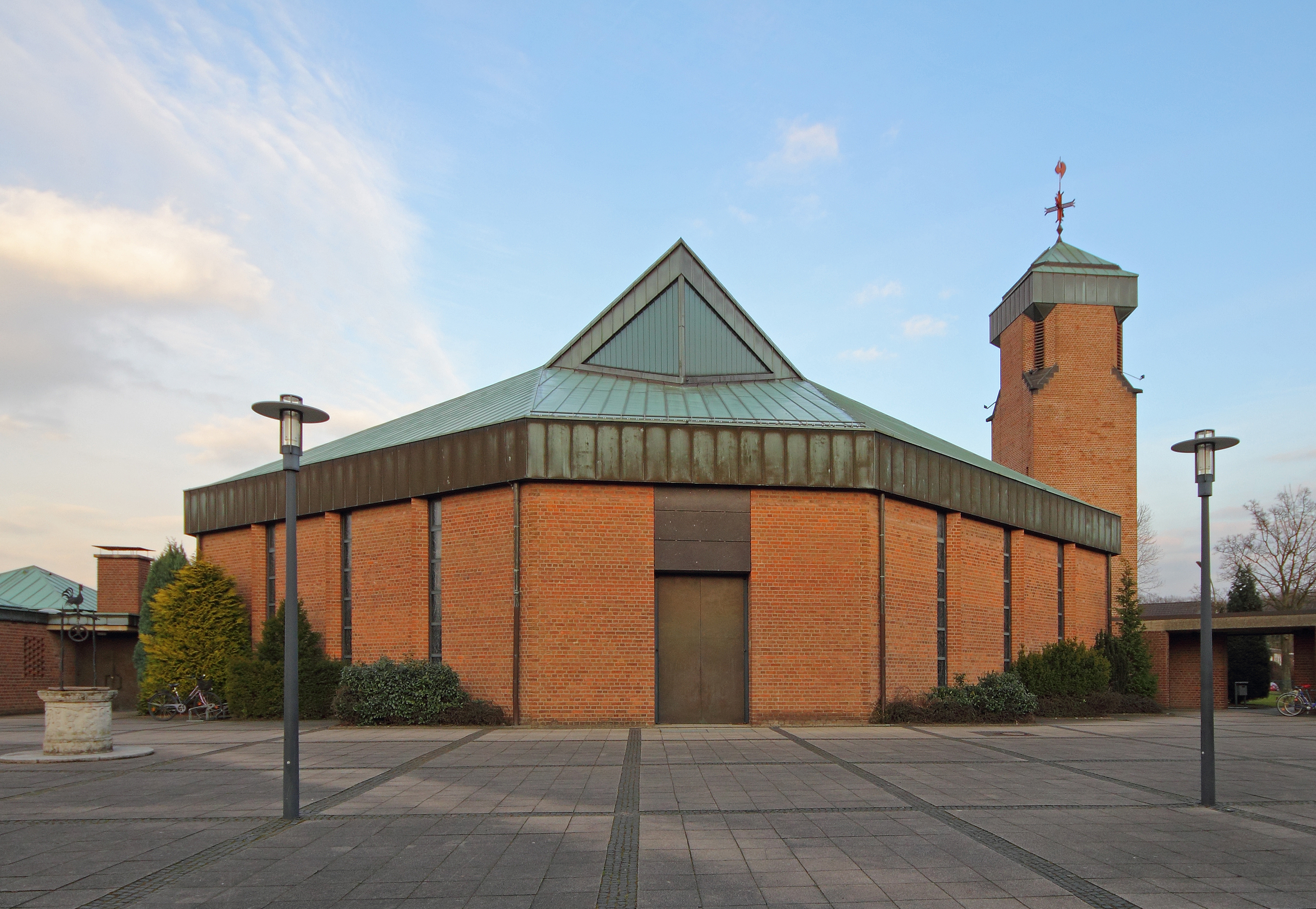
St. Franziskus in Steinbüchel

Die Kirche St. Franziskus ist ein katholisches Gotteshaus im Leverkusener Stadtteil Steinbüchel. Sie ist Sitz der gleichnamigen Pfarrgemeinde im Seelsorgebereich Leverkusen Südost.

## Geschichte
Der Grundstein der Kirche wurde am 29. September 1979 gelegt. Die nach Plänen des Architekten Theo Scholten gebaute Kirche wurde durch Weihbischof Klaus Dick am 13. Dezember 1980 geweiht.
Altar, Ambo, Tabernakel und Taufstein wurden nach Entwürfen des Aachener Goldschmiedemeisters Peter Bücken in Afragrau durchgeführt.

## Glocken
| Nr. | Name              | Gussjahr | Gießer                                                              | Durchmesser (mm) | Masse (kg) | Schlagton (HT-1/16) |
| 1   | Christus-Glocke   | 1992     | Florence Elvira Elise Hüesker, Fa. Petit & Gebr. Edelbrock, Gescher | 1050             | 760        | fis1 +5             |
| 2   | Franziskus-Glocke | 1992     | Florence Elvira Elise Hüesker, Fa. Petit & Gebr. Edelbrock, Gescher | 905              | 484        | a1 +6               |
| 3   | Marien-Glocke     | 1992     | Florence Elvira Elise Hüesker, Fa. Petit & Gebr. Edelbrock, Gescher | 800              | 328        | h1 +5               |
| 4   | Hubertus-Glocke   | 1863     | Christian Claren, Sieglar                                           | 676              | 160        | d2 −4               |